# Monardia stirpium
Monardia stirpium is een muggensoort uit de familie van de galmuggen (Cecidomyiidae). De wetenschappelijke naam van de soort is voor het eerst geldig gepubliceerd in 1895 door Jean-Jacques Kieffer.